# Asperg
Asperg (pronunciación en alemán: /ˈaspɛʁk/ⓘ) es una ciudad en el distrito de Ludwigsburg, Baden-Württemberg, Alemania. Se encuentra al pie de la montaña de Hohenasperg.
A 31 de diciembre de 2015 tiene 13 315 habitantes.
Está situada a 15 kilómetros al norte de Stuttgart, y cuatro kilómetros al oeste de Ludwigsburg. La fortaleza de Hohenasperg, de Asperg, ha marcado la historia de la ciudad desde tiempos precristianos.